# Karutzhöhe
Die Karutzhöhe ist ein Wohnplatz der Stadt Erkner im Landkreis Oder-Spree Brandenburg.

## Geografische Lage
Der Wohnplatz liegt rund 1,5 km südöstlich des Stadtzentrums von Erkner. Nordwestlich liegt, durch den Karutzsee voneinander getrennt, der weitere Wohnplatz Neu Buchhorst, südlich der Wohnplatz Heim Gottesschutz und südwestlich der Wohnplatz Schönschornstein. Im Osten führt die Bundesautobahn 10 von Norden kommend in südlicher Richtung vorbei. Der Wohnplatz ist annähernd vollständig bebaut; lediglich im Westen befinden sich einige Gärten.

## Geschichte
In Kartenmaterial des Deutschen Reiches ist die Gemarkung noch bewaldet. Zum Beginn des 20. Jahrhunderts entstand eine Siedlung, die in Aufschließungsarbeiten für den Kreis Niederbarnim im Jahr 1936 bereits erwähnt wurde. In der Zeit des Nationalsozialismus entstanden im Jahr 1939 Pläne für eine Gemeinschaftssiedlung Erkner-Karutzhöhe. Als Wohnplatz erschien Karutzhöhe erstmals im Jahr 1957.